# Weimar cổ điển
Weimar cổ điển là một Di sản thế giới của UNESCO bao gồm nhiều công trình kiến trúc liên quan đến phong cách văn học cổ điển tại Weimar, Đức. Các địa điểm được công nhận tại phiên họp lần thứ 22 của UNESCO vào năm 1998 bởi tính nghệ thuật kiến trúc của các tòa nhà và thực tế là Weimar là một trung tâm văn hóa của châu Âu trong thế kỷ XVIII và đầu thế kỷ XIX.

## Danh sách
Dưới đây là danh sách các công trình kiến trúc nằm trong danh sách Di sản thế giới dưới tên gọi Weimar cổ điển.
- Cung điện Wittumspalais
- Nghĩa trang Lịch sử Weimar: Bao gồm nhà nguyện Fürstengruft của công tước Saxe-Weimar-Eisenach và là nơi an nghỉ của Goethe và Schiller
- Schloss Weimar (Cung điện Weimar): Lâu đài thành phố nổi bật với tháp lâu đài
- Nhà của Goethe: Được xây dựng vào năm 1709 mang phong cách kiến trúc Baroque, đây là nơi mà Johann Wolfgang von Goethe đã dành phần nhiều thời gian sinh sống tại đây từ năm 1782 cho đến khi ông qua đời vào năm 1832.
- Herderkirche: Được biết đến là Nhà thờ Thánh Peter và Paul.
- Nhà Herders: Là nơi làm việc và qua đời của Johann Gottfried von Herder)
- Trường trung học Wilhelm-Ernst-Gymnasium: Trường học lâu đời nhất thành phố mang kiến trúc tiền cổ điển, đây là nơi Johann Gottfried von Herder, Johann Heinrich Voss, Johann Karl August Musäus đã nghiên cứu.
- Công viên Park an der Ilm: Công trình thế kỷ 18, chịu ảnh hưởng của Goethe
- Thư viện Công tước Anna Amalia: Là nơi chứa bộ sưu tập văn học lớn của văn học Đức và nhiều tài liệu lịch sử quan trọng.
- Nhà của Schiller: Nhà bảo tàng, nhà ở cũ của Friedrich Schiller
- Schloss Belvedere, Weimar: Là khu phức hợp cung điện với nhiều tòa nhà và công viên cảnh quan
- Nhà Tiefurt: Nhà ở mùa hè của Công tước Anna Amalia của Brunswick-Wolfenbüttel
- Lâu đài và Công viên Ettersburg